# Клинок ярости
«Клинок ярости» (иер. трад. 一刀傾城, упр. 一刀倾城, кант.-рус.: Ят тоу кхин син, англ. Blade of Fury) — гонконгский драматический фильм 1993 года, снятый Саммо Хуном по сценарию Чён Тханя и Ситхоу Чёкхоня. Продюсером выступил Ло Вэй. Главные роли исполнили Ти Лун, Розамунд Кван, Синтия Хан и Ян Фань.

## Сюжет
В 1895 году Китай передал Тайвань Японии, но патриоты из тайваньской организации «Чёрный Флаг», тем не менее,  попытались противостоять японцам. После поражения их лидеру Вон Ыну по прозвищу Большой Клинок удаётся скрыться. В 1989 году реформаторы Тхам Читхун и его помощница Каукань путешествуют через северо-восточный Китай в Пекин, пытаясь убедить императора провести масштабные реформы, когда они оказываются втянутыми в битву между бандитами и императорскими гвардейцами во главе с амбициозным командиром Юнь Сайхоем. Им помогает кузнец с татуировкой «Чёрного флага», за которым они следуют и узнают, что это Вон Ын. При их поддержке кузнец открывает в городе школу боевых искусств. Сайхой дарит хозяину школы палаш.
Вон Ын помогает дворянке Ку Чик, когда у неё возникают проблемы с лодкой, и взамен она даёт ему красный зонтик в качестве подарка, когда они прибывают во дворец великого князя. Там Ын участвует в турнире по боевым искусствам, проводимом хозяином дворца, побеждая сына мастера По Тина, а затем и самого знатока боевых искусств. После этого ученик побеждённого по имени Сиучхюнь просит Вон Ына взять его в ученики, так же как и других учеников По Тина. Юнь Сайхой рекомендует великому князю завербовать Вон Ына. Князь дарит Сайхою длинный меч. Хозяин дворца приглашает японского чемпиона боевых искусств Кэндзю и Ына открыть для него клуб китайско-японских боевых искусств. Китаец отказывается работать с японцем, и его заменяет По Тин. Кэндзя бросает вызов Ыну в его школе, в результате чего китайца арестовывают по приказу князя за неподчинение его приказам и драку с японцем.
Дворянка не даёт двум мужчинам увести Ына, затем Тхам Читхун и Каукань спасают арестованного из тюрьмы. Инструктор князя по кунг-фу Чудо-рука Нгоу Пак убивает одного из учеников Ына и крадёт их документы из школы. Ын и Читхун просят Сайхоя предоставить своих людей, чтобы помочь победить вдовствующую императрицу и позволить императору вернуть себе власть, но тот арестовывает реформатора как предателя. Ын сражается и побеждает тюремного охранника Ю Маньсаня, но Читхун отказывается от спасения, предпочитая умереть мучеником. Большой Клинок одалживает меч у побеждённого охранника и, выдавая себя за одного из людей князя, совершает публичную церемонию обезглавливания Тхам Читхуна.
Ын противостоит Сайхою. Каукань, Сиучхюнь и ученик Ына из кузницы Чхун Сан приходят, чтобы помочь Большому Клинку, но в свою очередь Нгоу Пак и По Тин помогают Сайхою. Сиучхюнь погибает, а Ын убивает Пака. Большой Клинок говорит Чхун Сану бежать, чтобы «дух реформаторов мог жить дальше». Каукань погибает от взрыва во время драки Ына и Сайхоя. Затем прибывают солдаты великого князя и убивают Вон Ына. Чхун Сан, все ещё живой, наблюдает за этим с крыши здания. Фильм заканчивается тем, что Ку Чик оставляет красный зонтик на могиле убитого Большого Клинка.

## В ролях
Примечание: имена персонажей даны в кантонской романизации.
| Актёр         | Роль          |
| ------------- | ------------- |
| Ти Лун        | Тхам Читхун   |
| Розамунд Кван | Ку Чик        |
| Синтия Хан    | Каукань       |
| Ян Фань       | Вон Ын        |
| Чжао Чанцзюнь | Юнь Сайхой    |
| Саммо Хун     | Ю Маньсань    |
| Нгай Син      | Сиучхюнь      |
| Лау Сёнь      | Нгоу Пак      |
| Вон Камкон    | великий князь |
| Ван Чжэньтянь | Тхоу Онь      |

## Восприятие
Автор книги The Hong Kong Filmography, 1977-1997: A Reference Guide to 1,100 Films Produced by British Hong Kong Studios Джон Чарльз оценивает ленту в 4 звезды из 10 возможных, отмечая что среди всех аспектов фильма удачным является лишь звёздный актёрский состав. Кинокритик Борис Хохлов, поставивший оценку в 6 баллов из 10, выражает смешанные чувства, заявляя, что картина «не фонтан», но «производит впечатление роскоши и крупномасштабности».